# Analisi descrittiva
L'analisi descrittiva è una tipologia di analisi diagnostica tipica della medicina e della psichiatria, e consiste nella descrizione dei sintomi osservabili del paziente o della persona in consulenza. 
Fanno parte dell'analisi descrittiva l'individuazione degli effetti visibili di un disturbo o di una malattia e, nel ramo psicodiagnostico, delle caratteristiche di personalità e dei comportamenti disadattivi di un disturbo psichico. Nella psichiatria e psicologia, l'analisi descrittiva si accompagna spesso all'analisi strutturale delle componenti psicodinamiche della persona. Nell'analisi di business costituisce la prima fase di analisi consistente nell'analisi dei dati storici alla ricerca di cause pregresse.